# 구례읍
구례읍(求禮邑)은 대한민국 전라남도 구례군에 위치한 소백산맥 중벽지의 중심지이다.

## 개요
전남 지방에서 지리산을 탐사하는 데 있어서 관문 역할을 하며, 섬진강의 협곡미와 부근의 울창한 준봉 노고단, 반야봉 등을 등지고 있다. 남원과 전주로 통하는 도로인 산업로가 있으며 문척교차로가 있다, 섬진강을 따라 이곳까지 배가 올라온다.
예전예는 계산리와 원방리 인근 주변은 계사면
현제 구례읍네(봉북,봉동,봉남,봉서)는 현내면
이였으나 하나로 통합하여 구례면의 되었다가
인구가 너무 많아지고 군청이 들어오자
구례읍이 되었다.

## 행정 구역
| 법정리 | 한자명 | 행정리                               | 자연마을                                                               | 비고 |
| ------ | ------ | ------------------------------------ | ---------------------------------------------------------------------- | ---- |
| 계산리 | 桂山里 | 독자, 유곡                           | 독자, 유곡(상유, 중유, 하유, 진변)                                     |      |
| 논곡리 | 論谷里 | 논곡, 본황                           | 논곡, 본황                                                             |      |
| 백련리 | 白蓮里 | 백련                                 | 백련                                                                   |      |
| 봉남리 | 鳳南里 | 봉남                                 | 봉남                                                                   |      |
| 봉동리 | 鳳東里 | 봉동                                 | 봉동                                                                   |      |
| 봉북리 | 鳳北里 | 봉북                                 | 봉북                                                                   |      |
| 봉서리 | 鳳西里 | 봉서, 산수동, 산정, 동산, 오봉, 양정 | 봉서(샘골), 산수동, 산정, 동산, 오봉(수납촌, 강촌, 곰터, 까막정), 양정 |      |
| 산성리 | 山城里 | 사동, 시동, 아양                     | 사동, 시동, 아양                                                       |      |
| 신월리 | 新月里 | 신촌, 월암                           | 신촌, 월암(월암, 월계)                                                 |      |
| 원방리 | 元方里 | 원천, 병방                           | 원천, 병방(병방, 점촌)                                                 |      |

## 문화재
- 구례 논곡리 삼층석탑 : 보물 제509호, 신라